# IC 552
IC 552 ist eine linsenförmige Galaxie vom Hubble-Typ S0 im Sternbild Löwe an der Ekliptik. Sie ist schätzungsweise 253 Millionen Lichtjahre von der Milchstraße entfernt und hat einen Durchmesser von etwa 85.000 Lichtjahren.

Im selben Himmelsareal befinden sich u. a. die Galaxien NGC 2984, IC 556, IC 557.
Das Objekt wurde am 23. April 1892 vom französischen Astronomen Stéphane Javelle entdeckt.